# Professional'nyj Futbol'nyj Klub Kryl'ja Sovetov Samara 2020-2021
Questa voce raccoglie le informazioni riguardanti il Kryl'ja Sovetov Samara nelle competizioni ufficiali della stagione 2020-2021.

## Stagione
Dopo la deludente retrocessione della precedente stagione, la squadra seppe riprendersi, vincendo il campionato e conquistando l'immediato ritorno in Prem'er-Liga.
In Coppa di Russia, pur partendo dalla seconda serie, riuscì addirittura a raggiungere la finale dove fu battuata dalla Lokomotiv Mosca.

## Maglie
| Manica sinistra · Manica sinistra · Maglietta · Maglietta · Manica destra · Manica destra · Pantaloncini · Calzettoni | Manica sinistra · Manica sinistra · Maglietta · Maglietta · Manica destra · Manica destra · Pantaloncini · Calzettoni |

## Rosa
| N. |                       | Ruolo | Calciatore            |
| -- | --------------------- | ----- | --------------------- |
| 1  | Russia (bandiera)     | P     | Ivan Lomayev          |
| 2  | Russia (bandiera)     | D     | Vladimir Polujachtov  |
| 3  | Russia (bandiera)     | D     | Nikita Černov         |
| 4  | Russia (bandiera)     | D     | Aleksandr Soldatenkov |
| 5  | Russia (bandiera)     | D     | Yuri Gorshkov         |
| 7  | Iraq (bandiera)       | C     | Safaa Hadi            |
| 8  | Russia (bandiera)     | C     | Maksim Vityugov       |
| 10 | Portogallo (bandiera) | C     | Ricardo Alves         |
| 11 | Slovenia (bandiera)   | C     | Denis Popović         |
| 14 | Moldavia (bandiera)   | C     | Radu Gînsari          |
| 17 | Russia (bandiera)     | A     | Anton Zin'kovskij     |
| 18 | Algeria (bandiera)    | D     | Mehdi Zeffane         |
| 20 | Serbia (bandiera)     | C     | Srđan Mijailović      |
| 22 | Russia (bandiera)     | D     | Aleksandr Anjukov     |

| N. |                     | Ruolo | Calciatore                  |
| -- | ------------------- | ----- | --------------------------- |
| 23 | Serbia (bandiera)   | D     | Dmitri Kombarov             |
| 28 | Romania (bandiera)  | C     | Paul Anton                  |
| 30 | Russia (bandiera)   | C     | Sergej Ivanov               |
| 33 | Russia (bandiera)   | A     | Ivan Sergeev                |
| 39 | Russia (bandiera)   | P     | Evgenij Frolov              |
| 40 | Russia (bandiera)   | C     | Artëm Timofeev              |
| 44 | Russia (bandiera)   | D     | Nikita Čičerin              |
| 50 | Russia (bandiera)   | D     | Maksim Karpov               |
| 52 | Russia (bandiera)   | C     | Danila Smirnov              |
| 69 | Russia (bandiera)   | A     | Egor Golenkov               |
| 77 | Russia (bandiera)   | C     | Dmitrij Kabutov             |
| 81 | Russia (bandiera)   | P     | Bogdan Ovsjannikov          |
| 84 | Moldavia (bandiera) | C     | Alexandru Gațcan (capitano) |
| 99 | Russia (bandiera)   | A     | Maksim Kanunnikov           |

## Risultati

### Campionato
| Samara 2 agosto 2020 1ª giornata | Kryl'ja Sovetov Samara | 0 – 0 referto | Baltika | Stadio Metallurg |

| Mosca 8 agosto 2020 2ª giornata | Veles Mosca | 3 – 1 referto | Kryl'ja Sovetov Samara | Avangard Stadium |

| Samara 12 agosto 2020 3ª giornata | Kryl'ja Sovetov Samara | 2 – 0 referto | SKA-Chabarovsk | Stadio Metallurg |

| Pesčanokopskoe 16 agosto 2020 4ª giornata | Čajka Pesčanopskoe | 0 – 3 referto | Kryl'ja Sovetov Samara | Stadio Centrale |

| Samara 22 agosto 2020 5ª giornata | Kryl'ja Sovetov Samara | 0 – 1 referto | Orenburg | Stadio Metallurg |

| Krasnojarsk 30 agosto 2020 6ª giornata | Enisej | 3 – 1 referto | Kryl'ja Sovetov Samara | Stadio Centrale |

| Samara 5 settembre 2020 7ª giornata | Kryl'ja Sovetov Samara | 3 – 0 referto | Nižnij Novgorod | Stadio Metallurg |

| Mosca 9 settembre 2020 8ª giornata | Čertanovo | 0 – 1 referto | Kryl'ja Sovetov Samara | Arena Čertanovo |

| Samara 13 settembre 2020 9ª giornata | Kryl'ja Sovetov Samara | 2 – 0 referto | Tom' Tomsk | Stadio Metallurg |

| Omsk 19 settembre 2020 10ª giornata | Irtyš Omsk | 0 – 4 referto | Kryl'ja Sovetov Samara | Stadio Krasnaja Zvezda |

| Samara 23 settembre 2020 11ª giornata | Kryl'ja Sovetov Samara | 7 – 0 referto | Dinamo Brjansk | Stadio Metallurg |

| Nižnekamsk 27 settembre 2020 12ª giornata | Neftechimik | 1 – 1 referto | Kryl'ja Sovetov Samara | Stadio Neftechimik |

| Samara 4 ottobre 2020 13ª giornata | Kryl'ja Sovetov Samara | 2 – 0 referto | Alanija Vladikavkaz | Stadio Metallurg |

| Ivanovo 9 ottobre 2020 14ª giornata | Tekstilščik Ivanovo | 0 – 3 referto | Kryl'ja Sovetov Samara | Stadio Tekstilščik |

| Samara 13 ottobre 2020 15ª giornata | Kryl'ja Sovetov Samara | 2 – 1 referto | Spartak-2 Mosca | Stadio Metallurg |

| Samara 17 ottobre 2020 16ª giornata | Kryl'ja Sovetov Samara | 3 – 0 referto | Volgar' Astrachan' | Stadio Metallurg |

| Voronež 24 ottobre 2020 17ª giornata | Fakel Voronež | 1 – 1 referto | Kryl'ja Sovetov Samara | Tsentralnyi Profsoyuz |

| Samara 28 ottobre 2020 18ª giornata | Kryl'ja Sovetov Samara | 4 – 1 referto | Šinnik | Stadio Metallurg |

| Mosca 1º novembre 2020 19ª giornata | Torpedo Mosca | 3 – 1 referto | Kryl'ja Sovetov Samara | Stadio Ėduard Strel'cov |

| Samara 7 novembre 2020 20ª giornata | Kryl'ja Sovetov Samara | 3 – 0 referto | Akron Togliatti | Stadio Metallurg |

| Krasnodar 11 novembre 2020 21ª giornata | Krasnodar-2 | 1 – 1 referto | Kryl'ja Sovetov Samara | Stadio Kuban' |

| Samara 15 novembre 2020 22ª giornata | Kryl'ja Sovetov Samara | 2 – 1 referto | Veles Mosca | Stadio Metallurg |

| Chabarovsk 21 novembre 2020 23ª giornata | SKA-Chabarovsk | 0 – 1 referto | Kryl'ja Sovetov Samara | Stadio Lenin |

| Samara 25 novembre 2020 24ª giornata | Kryl'ja Sovetov Samara | 2 – 1 referto | Čajka Pesčanopskoe | Stadio Metallurg |

| Orenburg 29 novembre 2020 25ª giornata | Orenburg | 2 – 1 referto | Kryl'ja Sovetov Samara | Stadio Gazovik |

| Samara 5 dicembre 2020 26ª giornata | Kryl'ja Sovetov Samara | 4 – 0 referto | Enisej | Stadio Metallurg |

| Nižnij Novgorod 27 febbraio 2021 27ª giornata | Nižnij Novgorod | 0 – 1 referto | Kryl'ja Sovetov Samara | Stadio Nižnij Novgorod (4.377 spett.) |

| Samara 6 marzo 2021 28ª giornata | Kryl'ja Sovetov Samara | 5 – 0 referto | Čertanovo | Stadio Metallurg (3466 spett.) |

| Tomsk 10 marzo 2021 29ª giornata | Tom' Tomsk | 1 – 3 referto | Kryl'ja Sovetov Samara | Stadio Trud (950 spett.) |

| Samara 14 marzo 2021 30ª giornata | Kryl'ja Sovetov Samara | 3 – 1 referto | Irtyš Omsk | Stadio Metallurg (2622 spett.) |

| Brjansk 20 marzo 2021 31ª giornata | Dinamo Brjansk | 0 – 2 referto | Kryl'ja Sovetov Samara | Stadio Dinamo (772 spett.) |

| Samara 24 marzo 2021 32ª giornata | Kryl'ja Sovetov Samara | 2 – 0 referto | Neftechimik | Stadio Metallurg (2643 spett.) |

| Vladikavkaz 28 marzo 2021 33ª giornata | Alanija Vladikavkaz | 0 – 1 referto | Kryl'ja Sovetov Samara | Respublikanskij stadion Spartak (2760 spett.) |

| Samara 3 aprile 2021 34ª giornata | Kryl'ja Sovetov Samara | 4 – 0 referto | Tekstilščik Ivanovo | Stadio Metallurg (3484 spett.) |

| Mosca 7 aprile 2021 35ª giornata | Spartak-2 Mosca | 0 – 2 referto | Kryl'ja Sovetov Samara | Accademia Spartak (430 spett.) |

| Astrachan' 11 aprile 2021 36ª giornata | Volgar' Astrachan' | 0 – 1 referto | Kryl'ja Sovetov Samara | Stadio Centrale (1467 spett.) |

| Samara 17 aprile 2021 37ª giornata | Kryl'ja Sovetov Samara | 5 – 1 referto | Fakel Voronež | Stadio Metallurg (6727 spett.) |

| Jaroslavl' 24 aprile 2021 38ª giornata | Šinnik | 2 – 2 referto | Kryl'ja Sovetov Samara | Stadio Šinnik (620 spett.) |

| Samara 28 aprile 2021 39ª giornata | Kryl'ja Sovetov Samara | 5 – 1 referto | Torpedo Mosca | Stadio Metallurg (5552 spett.) |

| Togliatti 2 maggio 2021 40ª giornata | Akron Togliatti | 1 – 2 referto | Kryl'ja Sovetov Samara | Stadio Kristall (2955 spett.) |

| Samara 8 maggio 2021 41ª giornata | Kryl'ja Sovetov Samara | 6 – 0 referto | Krasnodar-2 | Stadio Metallurg (11042 spett.) |

| Kaliningrad 15 maggio 2021 42ª giornata | Baltika | 0 – 1 referto | Kryl'ja Sovetov Samara | Arena Baltika (14374 spett.) |

### Kubok Rossii
| Samara 26 agosto 2020, ore 16:30 Terzo turno | Kryl'ja Sovetov Samara | 5 – 0 referto | Irtyš Omsk | Stadio Metallurg (0 spett.) |

| Stavropol' 30 settembre 2020, ore 18:10 Fase a gironi | Dinamo Stavropol' | 1 – 4 referto | Kryl'ja Sovetov Samara | Stadio Dinamo (0 spett.) |

| Samara 21 ottobre 2020, ore 17:00 Fase a gironi | Kryl'ja Sovetov Samara | 3 – 0 referto | Rotor | Stadio Metallurg (0 spett.) |

| Chimki 22 febbraio 2021, ore 12:30 Ottavi di finale | Chimki | 0 – 4 referto | Kryl'ja Sovetov Samara | Arena Chimki (800 spett.) |

| Samara 8 aprile 2021, ore 16:30 Quarti di finale | Kryl'ja Sovetov Samara | 2 – 0 referto | Dinamo Mosca | Stadio Metallurg (12762 spett.) |

| Groznyj 21 aprile 2021, ore 15:00 Semifinale | Achmat Groznyj       | 0 – 0 referto | Kryl'ja Sovetov Samara | Achmat-Arena (23573 spett.) |
| \| \| \| \| \| \| Tiri di rigore 1 – 4 \| \| |                      |               |                        |                             |
|                                              |                      |               |                        |                             |
|                                              | Tiri di rigore 1 – 4 |               |                        |                             |

| Arbitro: | Sergej Ivanov |

|                                         |           |             |
| Kamano 14’ Smolov 48’ (rig.) Murilo 84’ | Marcatori | 22’ Sarveli |